# Meadow Vale
Meadow Vale és una població dels Estats Units a l'estat de Kentucky. Segons el cens del 2000 tenia 765 habitants.

## Demografia
Segons el cens del 2000, Meadow Vale tenia 765 habitants, 284 habitatges, i 234 famílies. La densitat de població era de 1.476,8 habitants/km².
Dels 284 habitatges en un 33,8% hi vivien nens de menys de 18 anys, en un 74,3% hi vivien parelles casades, en un 6,3% dones solteres, i en un 17,3% no eren unitats familiars. En el 14,4% dels habitatges hi vivien persones soles el 7,4% de les quals corresponia a persones de 65 anys o més que vivien soles. El nombre mitjà de persones vivint en cada habitatge era de 2,69 i el nombre mitjà de persones que vivien en cada família era de 2,98.
Per edats la població es repartia de la següent manera: un 22,5% tenia menys de 18 anys, un 7,5% entre 18 i 24, un 22,7% entre 25 i 44, un 31% de 45 a 60 i un 16,3% 65 anys o més.
L'edat mediana era de 44 anys. Per cada 100 dones de 18 o més anys hi havia 88,9 homes.
La renda mediana per habitatge era de 65.938 $ i la renda mediana per família de 71.477 $. Els homes tenien una renda mediana de 46.071 $ mentre que les dones 30.357 $. La renda per capita de la població era de 26.754 $. Entorn del 0,4% de les famílies i l'1,2% de la població estaven per davall del llindar de pobresa.

## Poblacions més properes
El següent diagrama mostra les poblacions més properes.